# 維薩亞斯人
米沙鄢人或譯為維薩亞斯人、比薩亞人、比沙雅人、未獅耶人等，屬於南島人的一支，是菲律宾人口最多的民族，現有人口約3350萬，占菲律賓總人口的34%。主要分布在菲律賓中部的米沙鄢群島（群島居住人口即占菲律賓總人口的1/3），包括薩馬島、保和島、宿霧島、內格羅斯島和班乃島等。近代以來，維薩亞人不断向附近岛屿移民。移民较多的是棉兰老岛、巴拉望島和苏禄群岛。宿霧是維薩亞人的最大城市，也是菲律宾第二大城市暨米沙鄢群島的文化中心，設有省级最高学府、国家图书馆分馆、气象站等。

## 起源
一些學者將米沙鄢人的名字與室利佛逝的名稱聯繫起來。在一些從婆羅洲遷移的印尼部落同化了部分菲律賓原住民人口，併為米沙鄢人的形成奠定了基礎。到西班牙征服時，米沙鄢群島的社會結構與他加祿人的社會結構有很多相似之處。他們沒有發展國家組織，但有非常大的社區。
作為一個民族，米沙鄢群島是異質的，分為多個民族。
米沙鄢人使用南島語系、马来-波利尼西亚语族下的米沙鄢语支诸语，米沙鄢语支分為許多语种，彼此之间差異極大，幾乎就像不同的語言。其中使用人数最多的是宿霧語、希利蓋農語和瓦瑞語，因此形成了米沙鄢人的三大分支：宿霧人、希利盖农人和瓦瑞人。
16世纪后半叶以来，随着西班牙殖民者進入菲律賓，米沙鄢人開始使用拉丁字母並接受西方教育，現今许多米沙鄢人会說西班牙语或英語，宗教信仰也由最初的原始山川自然信仰轉變為信仰天主教，但仍保留万物有灵信仰的影响，一些米沙鄢人會設家庭祭坛供奉祖先。
米沙鄢人主要从事农业，經營水稻、玉米、椰子、烟草等植物。竹编、草编是米沙鄢人传统的手工业，各种规格的菲律宾席子驰名世界。也從事木材和金屬加工、陶器、珠寶製作、造船。
儘管米沙鄢人是菲律宾最大的民族，但政治、经济地位不若人口第二多的他加祿人，“Pilipino”（菲律宾人）的称谓仍特指後者，米沙鄢人的地位類似少数民族。